# Campeonato Nacional de Rodeo de 2014
El Campeonato Nacional de Rodeo de 2014 fue la versión número 66 del Campeonato Nacional de Rodeo. Se disputó entre el 3 y el 6 de abril de 2014 en la Medialuna Monumental de Rancagua y fue organizado por la Federación del Rodeo Chileno, ente reguladora del rodeo chileno, deporte nacional de Chile.
Las mejores colleras de la temporada 2013-2014 disputaron los rodeos clasificatorios y los mejores de estos últimos clasificaron al Campeonato. Los rodeos clasificatorios fueron cuatro; dos para la Asociación Centro-Norte y otros dos para la Asociación Centro-Sur.
Los campeones fueron Juan Carlos Loaiza y Eduardo Tamayo, quienes lograron su noveno y séptimo campeonato, respectivamente. Los jinetes del Criadero Santa Isabel, quienes montaron a "Dulzura" y "Delicada", realizaron 38 puntos y se consolidaron como la collera más ganadora de la historia con seis títulos (1994, 2000, 2002, 2007, 2012 y 2014).
La final del campeonato fue transmitida en vivo para todo Chile por el canal de televisión La Red.

## Resultados

### Serie de campeones
La serie de campeones comenzó con total normalidad. El "sello de raza" fue ganado por el caballar "Romario", montado por Gustavo Valdebenito. En el primer animal las dos grandes carreras fueron del criadero Santa Isabel con Juan Carlos Loaiza y Eduardo Tamayo y del Criadero Peleco con Valdebenito y Corvalán  de 11 y 10 puntos buenos, respectivamente. En el segundo animal Loaiza y Tamayo hacen 7 y Muñoz y Hernández hacen 11, quedando ambas colleras con 18. El criadero Peleco hace una gran carrera de 9 y con 19 quedan en la punta. En el tercer animal los históricos Loaiza y Tamayo hacen una gran carrera perfecta y quedan con 31. Los jinetes de Panguipulli, Alcalde y Quezada hacen una de 12 y quedan con 27. Para cerrar el tercer animal Valdebenito y Corvalán hacen una de 11 y quedan con 30. En el cuarto animal abren los fuegos Rojas y González, los sacan solo el punto del piño y quedan con 24. Llega el turno del Santa Isabel. Hacen 7 y quedan con 38. Después vinieron Alcalde y Quezada los cuales solo hacen 3 y quedan con 30. Vinieron después los andinos Ortega y Ortega y hacen 6 para quedar con 29. A continuación vino el Palmas de Peñaflor y solo hicieron 3 para quedar con 27. La emoción se guardó hasta el final. Salió a la cancha el criadero Peleco. Le costaba una carrera de 9 puntos buenos, sin embargo no aportaron al espectáculo y solo hicieron 5 consagrando a Loaiza y Tamayo como la collera más ganadora con 6 campeonatos como collera.
| Cuarto Animal 2014 | Cuarto Animal 2014                           | Cuarto Animal 2014           | Cuarto Animal 2014 | Cuarto Animal 2014 |
| ------------------ | -------------------------------------------- | ---------------------------- | ------------------ | ------------------ |
| Posición           | Jinetes                                      | Caballos                     | Asociación         | Puntaje            |
| 1º                 | Juan Carlos Loaiza y Eduardo Tamayo          | "Dulzura" y "Delicada"       | Valdivia           | 38                 |
| 2º                 | Guatavo Valdebenito y Luis Fernando Corvalán | "Compadre" y "Quiltralco"    | Malleco            | 35                 |
| 3º                 | Fernando Alcalde y José Quezada              | "Maitencillo" y "Precio Mío" | Valdivia           | 30                 |
| 4º                 | Jorge Ortega y José Luis Ortega              | "Picardía" y "Pervertida"    | Los Andes          | 29                 |
| 5º                 | Alfredo Moreno y Luis Eduardo Cortés         | "Canela" y "Pinturita"       | Talca              | 27                 |
| 6º                 | Felipe González y José Rojas                 | "Bacán" e "Hilvanada"        | Litoral Central    | 24                 |

### Serie Criadores
- 1° Lugar: Criadero Las Callanas, Gonzalo Vial y Emiliano Ruiz (Asociación Cordillera) en "Floreo" y "Charro Viejo" con 34 puntos (13+7+7+7).
- 2° Lugar: Criadero Peleco, Gustavo Valdebenito y Luis Fernando Corvalán (Asociación Malleco) en "Chinganero" y "Estupendo" con 30 (6+12+10+2).
- 3° Lugar: Criadero Palmas de Peñaflor, Alfredo Moreno y Luis Eduardo Cortés (Asociación Talca) en "Canela" y "Pinturita" con 26 (6+7+7+3).

### Serie Caballos
- 1º Lugar: Jorge Gutiérrez y Cristián Leiva (Asociación Valle Santa Cruz) en "Nenito" y "Vericueto" con 34 puntos (7+10+7+10).
- 2º Lugar: José Sandoval y Paulo Reyes (Asociación O'Higgins) en "Risueño" y "Rosendo" con 27 (8+8+4+7).
- 3º Lugar: Gustavo Ortega y Leonardo Collao (Asociación Los Andes) en "Farolero" y "Quinchero" con 25 (8+2+5+10).

### Serie Yeguas
- 1º Lugar: José Miguel Almendras y Alberto Mohr (Asociación Osorno) en "Emotiva" y "Pretenciosa" con 32 puntos (8+6+9+9).
- 2º Lugar: Jorge Ortega y José Luis Ortega (Asociación Los Andes) en "Picardía" y "Pervertida" con 31 (7+8+9+7).
- 3º Lugar: Criadero Santa Isabel, Eduardo Tamayo y Juan Carlos Loaiza (Asociación Valdivia) en "Cantora" y "Guardilla" con 24 (8+4+7+5).

### Serie Potros
- 1º Lugar: Criadero Peleco, Gustavo Valdebenito y Luis Fernando Corvalán (Asociación Malleco) en "Romario" y "Caballero" con 35 puntos (6+11+13+5)*.
- 2º Lugar: Criadero Agua de los Campos y Maquena, Mario Morales y Luis Morales (Asociación Santiago Sur) en "Cuenta Cuento" y "Carepalo" con 34 (7+11+3+13).
- 3º Lugar: Manuel Muñoz y Rufino Hernández (Asociación Talca) en "Bronce" y "Fausto" con 32 (8+8+8+8).
- 4º Lugar: Javier Ruiz y Schawky Eltit (Asociación Quillota) en "Tandeo" y "Estafado" con 31 (9+5+13+4).

* Ya estaban clasificados a la serie de campeones, corrieron solo por los puntos.

### Serie Mixta
- 1º Lugar: Fernando Alcalde y José Fernando Quezada (Asociación Valdivia) en "Maitencillo" y "Precio Mío" con 35 puntos (12+8+7+8).
- 2º Lugar: Criadero Santa Olga, Francisco Reveco y Manuel Quintanilla (Asociación Río Cautín) en "Náufraga" y "Reverendo" con 27 (7+5+5+10).
- 3º Lugar: Criadero El Eco, Bruno Rehbein y Juan Antonio Rehbein (Asociación Llanquihue y Palena) en "Atrevida" y "Satánico" con 24 (5+8+8+3).

### Primera Serie Libre A
- 1º Lugar: Criadero Santa Isabel, Eduardo Tamayo y Juan Carlos Loaiza (Asociación O'Higgins) en "Dulzura" y "Delicada" con 38 puntos (7+4+8+9).
- 2º Lugar: Marcelo Rivas y Francisco Cardemil (Asociación Talca) en "Martillo" y "Bochinchero" con 25 (8+4+8+5).
- 3º Lugar: Guillermo Vásquez y Jaime Maruri (Asociación Litoral Central) en "Camino Real" y "Manzanito" con 24 (11+1+5+7) +4.
- 4º Lugar: Criadero Principio, Nicolás Pozo y José Manuel Pozo (Asociación Talca) en "Espuma" y "Astil" con 24 (9+5+4+6) +2.
- 5º Lugar: Criadero Altas Delicias, Carlos Souper y Óscar Bustamante (Asociación O'Higgins) en "Arañazo" y "Cencerro" con 22 (7+4+7+4) +2.

### Primera Serie Libre B
- 1º Lugar: Gonzalo Vial y Emiliano Ruiz (Asociación Cordillera) en "Chopaso" y "Capataz" con 33 puntos (8+6+8+11).
- 2º Lugar: José Omar Sánchez y Luis Huenchul (Asociación Colchagua) en "Rastrojero" y "Maestro" con 29 (9+4+8+8).
- 3º Lugar: Criadero Quilén, Cristián Arraño y Raúl Arraño (Asociación Litoral Central) en "Rechica" y "Linaza" con 27 (7+7+9+4).
- 4º Lugar: Criadero Las Callanas, Gonzalo Vial y Emiliano Ruiz (Asociación Cordillera) en "Frontón" y "Desencanto" con 26 (5+4+11+6).
- 5º Lugar: Mario Tamayo y Diego Tamayo (Asociación O'Higgins) en "Diajuera" y "Querencia" con 25 (7+3+8+7).

### Segunda Serie Libre A
- 1º Lugar: Pedro Espinoza y Juan Pablo Stambuk (Asociación Quillota) en "Anacleto" y "Estrellaso" con 27 puntos (8+4+11+4).
- 2º Lugar: Jesús Rodríguez y José Astaburuaga (Asociación Río Cautín) en "Canalla" y "Al Propio" con 26 (12+5+8+1).
- 3º Lugar: José Antonio de la Jara y Gonzalo Abarca (Asociación Maipo) en "Delincuente" y "Puntiao" con 25+8 (7+5+8+5).
- 4º Lugar: Criadero Santa Sara de Mallarauco, Francisco Infante y Sebastián Ibáñez (Asociación Melipilla) en "Campera" y "Santo Remedio" con 25+3 (9+1+8+7).

### Segunda Serie Libre B
- 1º Lugar: Felipe González y José Rojas (Asociación Litoral Central) en "Bacán" y "Hilvanada" con 31 puntos (6+8+6+11).
- 2º Lugar: Criadero Taitao II, Diego Pacheco y José Tomás Meza (Asociaciones Colchagua y Santiago Sur) en Marito y Buen Amigo con 26 (8+10+8+0).
- 3º Lugar: Álvaro Baeza y Felipe Undurraga (Asociación Santiago Sur) en "Dominante" y "El Convento" con 25+4 (9+1+7+8).
- 4º Lugar: José Luis Ortega y Jorge Ortega (Asociación Los Andes) en "Chicharrón" y "Cómo Voy" con 25+3 (8+7+7+3).

### Movimiento de la rienda femenino
- Campeón: Valentina Peña (Asociación Río Cautín) en "Embusterita" con 44 puntos.
- Segundo campeón: Valentina Hernández (Asociación Talca) en "Relicario" con 43 puntos.
- Tercer campeón: Ignacia del Río (Asociación Santiago Oriente) en "Escrúpulo" con 18 puntos.

### Movimiento de la rienda masculino
- Campeón: Nelson Rojas (Asociación Talca) en "Loma Suave" con 57+15 puntos.
- Segundo campeón: Luis Gerardo Soto (Asociación Río Cautín) en "Pellonero" con 57+12 puntos.
- Tercer campeón: Luis Eduardo Cortés (Asociación Talca) en "Condesa" con 54 puntos.

## Clasificatorios

### Clasificatorio de Lautaro
Se disputó entre el 28 de febrero y el 2 de marzo de 2014 en Lautaro y la serie de campeones se definió en un desempate entre Manuel Muñoz y Rufino Hernández de la Asociación Talca y los campeones de Chile 2013 Gustavo Valdebenito y Luis Fernando Corvalán del Criadero Peleco. Los primeros resultaron campeones tras hacer una carrera de 11 puntos buenos contra 3 puntos malos del Criadero Peleco. El tercer lugar fue para Marcelo Rivas y Francisco Cardemil.
- 1° Lugar:  Manuel Muñoz y Rufino Hernández (Asociación Talca) en "Amalia" y "Campanario ll" con 34+11 puntos.
- 2° Lugar: Criadero Peleco, Gustavo Valdebenito y Luis Fernando Corvalán (Asociación Malleco) en "Chinganero" y "Estupendo", con 34+3 puntos.
- 3° Lugar: Marcelo Rivas y Francisco Cardemil (Asociación Talca) en "Bochinchero" y "Martillo", con 32 puntos.

### Clasificatorio de Melipilla
Se disputó el 7, 8 y 9 de marzo de 2014 en Melipilla y fue ganado por los jinetes del Criadero Lo Miranda Alfonso Navarro y Cristián Ramírez.
- 1° Lugar: Criadero Lo Miranda, Alfonso Navarro y Cristián Ramírez (Asociación O'Higgins) en "Guasteca" y "Bolero", con 26 puntos.
- 2° Lugar: Criadero Las Callanas, Emiliano Ruiz y Gonzalo Vial Concha (Asociación Cordillera) en "Floreo" y "Charro Viejo", con 31 puntos.
- 3° Lugar: Criadero Altas Delicias, Carlos Souper y Óscar Bustamante (Asociación O'Higgins) en "Arañazo" y "Cencerro" con 24+7 puntos.

### Clasificatorio de San Carlos
Se disputó el 14, 15 y 16 de marzo de 2014 en la Medialuna de San Carlos. Fue ganado por el Criadero Peleco en un emocionante desempate. El movimiento de la rienda lo ganó Luis Gerardo Soto (Asociación Río Cautín) en "Pellonero" con 53 puntos. La competencia femenina no obtuvo clasificación a Rancagua. 
- 1° Lugar: Criadero Peleco, Gustavo Valdebenito y Luis Fernando Corvalán (Asociación Malleco) en "Romario" y "Caballero" con 24+8.
- 2° Lugar: Criadero Alucarpa, Rafael Melo y Mario Valencia (Asociación Valdivia) en "Bosquimano" y "Caporal" con 24+5.
- 3° Lugar: Cristian Zamorano y Camilo Padilla (Asociación Curicó) en "Espigado" e "Invierno" con 18 puntos.

### Clasificatorio de Los Andes
El último rodeo clasificatorio, correspondiente a la zona centro-norte se disputó el 21, 22 y 23 de marzo de 2014 en la Medialuna de Los Andes. Fue ganado por Francisco Mena y Osvaldo Moreno de la asociación San Felipe. El movimiento de la rienda fue ganado por José Manuel Rey (Asociación Melipilla) en "Remehual", con 47 puntos.
- 1° Lugar: Francisco Mena y Osvaldo Moreno (Asociación San Felipe) en "Van 7" y "Gamuza", con 28 puntos (8+4+11+5).
- 2° Lugar: Jorge Gutiérrez y Cristián Leiva (Asociación Valle Santa Cruz) en "Nenito" y "Vericueto", con 27 (3+5+12+7)+11.
- 3° Lugar: Pedro Espinoza y Juan Stambuk (Asociación Quillota) en "Tapada" y "Bellaquita", con 27 (10+4+5+8)+4+1.

## Cuadro de honor temporada 2013-2014
Al finalizar la temporada 2013-2014 la Federación del Rodeo Chileno premió, como es tradicional, a los mejores jinetes, yeguas, potros y caballos de la temporada.

### Jinetes
1. Juan Carlos Loaiza 332 puntos (Asociación Valdivia - Club Futrono)
2. Eduardo Tamayo 309 puntos (Asociación Valdivia - Club Futrono)
3. Gustavo Valdebenito 259 puntos (Asociación Malleco - Club Purén)
4. Luis Fernando Corvalán 252 puntos (Asociación Malleco - Club Purén)
5. Fernando Alcalde 173 puntos (Asociación Valdivia - Club Panguipulli)
6. José Fernando Quezada 153 puntos (Asociación Valdivia - Club Panguipulli)
7. José Luis Ortega 118 puntos (Asociación Los Andes - Club San Esteban)
8. Luis Eduardo Cortés 95 puntos (Asociación Talca - Club Cumpeo)
9. Jorge Ortega 68 puntos (Asociación Los Andes - Club San Esteban)
10. Felipe González 36 puntos (Asociación Litoral Central - Club Cuncumén)

### Caballos
1. Peleco Compadre 317 puntos (Contulmo y Rosquera), propiedad de Rubén Valdebenito Fuica
2. Peleco Quitralco 301 puntos (Quillacón y Mistela), propiedad de Rubén Valdebenito Fuica
3. El Baluarte Maitencillo 270 puntos (Mensajero y Percala II), propiedad de Fernando Alcalde
4. Agua de los Campos y Maquena Nenito 160 puntos (Canteado y Estupenda), propiedad de Cristián Leiva Castillo
5. Agua de los Campos y Maquena Vericueto 151 puntos (Canteado e Hijuela), propiedad de Cristián Leiva Castillo
6. Las Callanas Charro Viejo 110 puntos (Capuchino e Intención), propiedad de Gonzalo Vial Concha
7. Tres Montes de Maule Campanario II 103 puntos (Campanario y La Pelusa), propiedad de Pedro Fuentes Garrido
8. Las Callanas Floreo 90 puntos (Castizo y Desganada), propiedad de Gonzalo Vial Concha
9. La Reposada Rastrojero 79 puntos (Cadejo y Espátula), propiedad de Mario Silva Silva
10. Escuela Agrícola de Duao Maestro 69 puntos (Rosqueador y Chacarera), propiedad de Mario Silva Silva

### Yeguas
1. Santa Isabel Delicada T. E. 318 puntos (Talento y Estimulada), propiedad de Agustín Edwards Eastman
2. Santa Isabel Dulzura T. E. 303 puntos (Talento y Almendra), propiedad de Agustín Edwards Eastman
3. Palmas de Peñaflor Canela 227 puntos (Espejo y Carioca), propiedad de Alfredo Moreno Charme
4. Palmas de Peñaflor Pinturita 210 puntos (Espejo y Qué Linda), propiedad de Alfredo Moreno Charme
5. Las Mesas Picardía 180 puntos (Picarón y Brendali ), propiedad de Gaspar Riquelme
6. Vista Volcán Pervertida 173 puntos (Albertío y Zarandaja), propiedad de Gonzalo Santa María
7. La Chispita Hilvanada 113 puntos (Esperado y Pancurria 2¼), propiedad de Carlos Hurtado Ruiz-Tagle.
8. Rari Amalia 74 puntos (Aguatero y Vaqueta), propiedad de Pedro Fuentes Garrido
9. Santo Tomás Emotiva 61 puntos (Reservado y Nostalgia), propiedad de Luis Iván Muñoz
10. Trongol Pretenciosa 51 puntos (Piropero y Encierra), propiedad de Alberto Mohr Meyer

### Potros
1. Vertientes de Agua Clara Precio Mío 299 puntos (Presumido y Melodiosa), propiedad de Miguel Bas
2. Casas de Bucalemu Bacán 259 puntos (Aromo y Censura), propiedad de Renato Peñafiel
3. Peleco Romario 227 puntos (Requinto y Raptora), propiedad de Rubén Valdebenito Fuica
4. Peleco Caballero 205 puntos (Contulmo y Minga), propiedad de Rubén Valdebenito Fuica
5. Agua de Los Campos y Maquena Cuenta Cuento 126 puntos (Malulo y Ladera), propiedad de Ítalo Zunino Muratori
6. Agua de Los Campos y Maquena Carepalo 104 puntos (Canteado y Rotería), propiedad de Ítalo Zunino Muratori
7. Principio Astil 81 puntos (Campo Bueno II y Aldaba), propiedad de José Manuel Pozo
8. Vista Volcán Estafado 65 puntos (Estandarte y Totora), propiedad de Schawky Eltit Maggi
9. Nilahue Anacleto 56 puntos (Indiano y Anastasia), Antonia Stambuk Espinoza
10. Pilapillán Bronce 47 puntos (Bandolero y La Chaucha), propiedad de Pedro Fuentes Garrido